# تلویزیون آموزشی ایران
تلویزیون آموزشی دومین شبکه تلویزیون ملی ایران بود که در سال ۱۳۴۴ به همت علاالدین دولتشاهی تأسیس شد و کارش را زیر نظر وزارت آموزش و پرورش آغاز کرد و به آموزش تخصصی دوره‌های ابتدایی و متوسطه پرداخت.

## تاریخچه فعالیت تلویزیون آموزشی در ایران
در سال ۱۳۰۸ وزارت فرهنگ، اداره کل هنرهای زیبا را تأسیس کرد. این اداره علاوه بر نظارت بر کلیه فعالیت‌های هنری، مسئولیت استفاده از وسایل سمعی و بصری مدارس را نیز عهده‌دار بود. ایجاد آزمایشگاه‌های سمعی و بصری، دانش‌سرای مقدماتی و دانش‌سرای عالی نیز جزء فعالیت‌های این اداره بود.
در سال ۱۳۴۱ اداره‌ای به نام اداره آموزش فعالیت‌های سمعی و بصری در وزارت فرهنگ تشکیل گردید که بعداً با نام دفتر آموزش سمعی و بصری فعالیت‌های خود را ادامه داد. توجه به فیلم به عنوان یک رسانه آموزشی در سطح جهانی سبب گردید این اداره اقدام به تشکیل جشنواره‌های بین‌المللی فیلم‌های آموزشی کند.
تلویزیون آموزشی در سال ۱۳۴۴ زیر نظر وزارت آموزش و پرورش و به همت علاالدین دولتشاهی تأسیس شد و کار خود را بعد از دو سال، با پخش برنامه‌های درسی در زمینه فیزیک، شیمی، جبر، علوم طبیعی، زبان و دستور فارسی شروع کرد. هدف از پخش این برنامه‌ها جبران کمبود معلم‌های متخصص و جبران کمبود آزمایشگاه‌ها بود.
در سال ۱۳۵۲ تهیه برنامه‌های آموزشی به سازمان رادیو و تلویزیون ملی ایران تحت عنوان تلویزیون آموزشی و به مدیریت فرهاد صبا واگذار شد و برنامه‌های آموزشی با پخش دروس راهنمایی در سال ۱۳۵۳ مجدداً شروع به فعالیت کرد و همزمان حدود سه هزار دستگاه تلویزیون بین مدارس شهرهای بزرگ کشور توزیع شد.
در سال ۱۳۵۸ و بعد از انقلاب اسلامی ایران علاالدین دولتشاهی از این سازمان پاکسازی شد و این شبکه به شبکه ۲ سیمای جمهوری اسلامی ایران تغییر نام پیدا کرد.